# Harry Komdrup
Harry Komdrup, född 6 januari 1896, död 25 maj 1958, var en dansk skådespelare.

## Filmografi (urval)
- 1918 – Mod lyset
- 1921 – Landsvägsriddare
- 1922 – Store forventninger
- 1927 – Dydsdragonen